# Rhynchozoon tuberosum
Rhynchozoon tuberosum är en mossdjursart som beskrevs av Ferdinand Canu och Ray Smith Bassler 1927. Rhynchozoon tuberosum ingår i släktet Rhynchozoon och familjen Phidoloporidae. Inga underarter finns listade i Catalogue of Life.